# Koppu no naka no komorebi
„Koppu no naka no komorebi” (jap. コップの中の木漏れ日) – siedemnasty singel unitu Love Crescendo z japońskiego zespołu SKE48, wydany w Japonii 25 listopada 2015 roku przez avex trax.
Singel został wydany w siedmiu edycjach: trzech regularnych i trzech limitowanych (Type A, Type B, Type C) oraz „teatralnej” (CD). Osiągnął 2 pozycję w rankingu Oricon i pozostał na liście przez 14 tygodni, sprzedał się w nakładzie 270 236 egzemplarzy. Singel zdobył status platynowej płyty.

## Lista utworów
Wszystkie utwory zostały napisane przez Yasushiego Akimoto.

### Type A
| CD | CD                                                                                 | CD             | CD                   | CD      |
| Nr | Tytuł utworu                                                                       | Kompozycja     | Aranżacja            | Długość |
| -- | ---------------------------------------------------------------------------------- | -------------- | -------------------- | ------- |
| 1. | „Koppu no naka no komorebi” (jap. コップの中の木漏れ日)                            | Daisuke Toyama | Yūichi "Masa" Nonaka | 4:23    |
| 2. | „Ano saki no mirai made” (jap. あの先の未来まで) (wyk. Caramel Cats)               | Takahiro Tsuji | Takahiro Tsuji       | 4:36    |
| 3. | „Otanoshimi wa ashita kara” (jap. お楽しみは明日から) (wyk. Aichi Toyota Senbatsu) | AKIRA          | AKIRA                | 4:35    |
| 4. | „Koppu no naka no komorebi” (jap. コップの中の木漏れ日) (off vocal)                | Daisuke Toyama | Yūichi "Masa" Nonaka | 4:23    |
| 5. | „Ano saki no mirai made” (jap. あの先の未来まで) (off vocal)                       | Takahiro Tsuji | Takahiro Tsuji       | 4:36    |
| 6. | „Otanoshimi wa ashita kara” (jap. お楽しみは明日から) (off vocal)                  | AKIRA          | AKIRA                | 4:35    |

| DVD | DVD | DVD     |
| Nr  | Tytuł utworu | Długość |
| --- | --- | ------- |
| 1.  | „Koppu no naka no komorebi” (jap. コップの中の木漏れ日) (Music Video)                                                                                               |         |
| 2.  | „Ano saki no mirai made” (jap. あの先の未来まで) (Music Video) |         |
| 3.  | „Tokuten eizō „gekijō Debut 7-shūnen tokubetsu kōen (2015.10.05) -Zenpen-” Live Movie” (jap. 特典映像 「劇場デビュー7周年特別公演（2015.10.05）-前編-」 Live Movie) |         |

### Type B
| CD | CD                                                                                 | CD             | CD                   | CD      |
| Nr | Tytuł utworu                                                                       | Kompozycja     | Aranżacja            | Długość |
| -- | ---------------------------------------------------------------------------------- | -------------- | -------------------- | ------- |
| 1. | „Koppu no naka no komorebi” (jap. コップの中の木漏れ日)                            | Daisuke Toyama | Yūichi "Masa" Nonaka | 4:23    |
| 2. | „Datte ame ja nai?” (jap. だって 雨じゃない?) (wyk. Transit Girls)                 | you-me         | Yūichi "Masa" Nonaka | 4:02    |
| 3. | „Otanoshimi wa ashita kara” (jap. お楽しみは明日から) (wyk. Aichi Toyota Senbatsu) | AKIRA          | AKIRA                | 4:35    |
| 4. | „Koppu no naka no komorebi” (jap. コップの中の木漏れ日) (off vocal)                | Daisuke Toyama | Yūichi "Masa" Nonaka | 4:23    |
| 5. | „Datte ame ja nai?” (jap. だって 雨じゃない?) (off vocal)                          | you-me         | Yūichi "Masa" Nonaka | 4:02    |
| 6. | „Otanoshimi wa ashita kara” (jap. お楽しみは明日から) (off vocal)                  | AKIRA          | AKIRA                | 4:35    |

| DVD | DVD | DVD     |
| Nr  | Tytuł utworu | Długość |
| --- | --- | ------- |
| 1.  | „Koppu no naka no komorebi” (jap. コップの中の木漏れ日) (Music Video)                                                                                               |         |
| 2.  | „Datte ame ja nai?” (jap. だって 雨じゃない?) (Music Video) |         |
| 3.  | „Tokuten eizō „gekijō Debut 7-shūnen tokubetsu kōen (2015.10.05) -Chūhen-” Live Movie” (jap. 特典映像 「劇場デビュー7周年特別公演（2015.10.05）-中編-」 Live Movie) |         |

### Type C
| CD | CD                                                                                     | CD             | CD                   | CD      |
| Nr | Tytuł utworu                                                                           | Kompozycja     | Aranżacja            | Długość |
| -- | -------------------------------------------------------------------------------------- | -------------- | -------------------- | ------- |
| 1. | „Koppu no naka no komorebi” (jap. コップの中の木漏れ日)                                | Daisuke Toyama | Yūichi "Masa" Nonaka | 4:23    |
| 2. | „Aishiteru to ka, aishiteta to ka” (jap. 愛してるとか、愛してたとか) (wyk. Furumarion) | Jimaemon       | Makoto Wakatabe      | 3:47    |
| 3. | „Otanoshimi wa ashita kara” (jap. お楽しみは明日から) (wyk. Aichi Toyota Senbatsu)     | AKIRA          | AKIRA                | 4:35    |
| 4. | „Koppu no naka no komorebi” (jap. コップの中の木漏れ日) (off vocal)                    | Daisuke Toyama | Yūichi "Masa" Nonaka | 4:23    |
| 5. | „Aishiteru to ka, aishiteta to ka” (jap. 愛してるとか、愛してたとか) (off vocal)       | Jimaemon       | Makoto Wakatabe      | 3:47    |
| 6. | „Otanoshimi wa ashita kara” (jap. お楽しみは明日から) (off vocal)                      | AKIRA          | AKIRA                | 4:35    |

| DVD | DVD | DVD     |
| Nr  | Tytuł utworu | Długość |
| --- | --- | ------- |
| 1.  | „Koppu no naka no komorebi” (jap. コップの中の木漏れ日) (Music Video)                                                                                              |         |
| 2.  | „Aishiteru to ka, aishiteta to ka” (jap. 愛してるとか、愛してたとか) (Music Video)                                                                                 |         |
| 3.  | „Tokuten eizō „gekijō Debut 7-shūnen tokubetsu kōen (2015.10.05) -Kōhen-” Live Movie” (jap. 特典映像 「劇場デビュー7周年特別公演（2015.10.05）-後編-」 Live Movie) |         |

### Wer. teatralna
| CD | CD                                                                                 | CD             | CD                   | CD      |
| Nr | Tytuł utworu                                                                       | Kompozycja     | Aranżacja            | Długość |
| -- | ---------------------------------------------------------------------------------- | -------------- | -------------------- | ------- |
| 1. | „Koppu no naka no komorebi” (jap. コップの中の木漏れ日)                            | Daisuke Toyama | Yūichi "Masa" Nonaka | 4:23    |
| 2. | „Heimin shutsuba sengen” (jap. 平民出馬宣言) (wyk. Dead Stock Diamond)             | Miki Watanabe  | Miki Watanabe        |         |
| 3. | „Otanoshimi wa ashita kara” (jap. お楽しみは明日から) (wyk. Aichi Toyota Senbatsu) | AKIRA          | AKIRA                | 4:35    |
| 4. | „Koppu no naka no komorebi” (jap. コップの中の木漏れ日) (off vocal)                | Daisuke Toyama | Yūichi "Masa" Nonaka | 4:23    |
| 5. | „Heimin shutsuba sengen” (jap. 平民出馬宣言) (off vocal)                           | Miki Watanabe  | Miki Watanabe        |         |
| 6. | „Otanoshimi wa ashita kara” (jap. お楽しみは明日から) (off vocal)                  | AKIRA          | AKIRA                | 4:35    |

## Skład zespołu
| „Koppu no naka no komorebi” |
| --- |
| - SKE48 Team S / AKB48 Team K: Jurina Matsui (środek) - SKE48 Team S / AKB48 Team 4: Ryōha Kitagawa - SKE48 Team KII: Yūna Egō - SKE48 Team E: Haruka Kumazaki - SKE48 Kenkyūsei: Yuna Obata, Rara Gotō, Maya Sugawara |

| „Ano saki no mirai made”                                                                                 |
| --- |
| - Team S: Haruka Futamura - Team KII: Mina Ōba, Sarina Sōda (środek) - Team E: Kanon Kimoto, Sumire Satō |

| „Otanoshimi wa ashita kara” |
| --- |
| - SKE48 Team S: Rion Azuma - SKE48 Team S / AKB48 Team K: Jurina Matsui (środek) - SKE48 Team S / AKB48 Team 4: Ryōha Kitagawa - SNH48 Team SII / SKE48 Team S: Sae Miyazawa - SKE48 Team KII: Akane Takayanagi, Nao Furuhata - SKE48 Team E: Kanon Kimoto, Sumire Satō, Aya Shibata, Akari Suda, Marika Tani - SKE48 Kenkyūsei: Rara Gotō |

| „Datte ame ja nai?” |
| --- |
| - SKE48 Team S: Masana Ōya - SKE48 Team S / SNH48 Team SII: Sae Miyazawa - SKE48 Team KII: Akane Takayanagi - SKE48 Team E: Madoka Umemoto, Aya Shibata (środek), Akari Suda (środek) |

| „Aishiteru to ka, aishiteta to ka”                              |
| --------------------------------------------------------------- |
| - Team S: Rion Azuma (środek) - Team KII: Nao Furuhata (środek) |

| „Heimin shutsuba sengen”                                                                                     |
| --- |
| - Team S: Suzuran Yamauchi - Team KII: Kaori Matsumura (środek) - Team E: Makiko Saitō, Marika Tani (środek) |

## Notowania
| Lista                             | Pozycja |
| --------------------------------- | ------- |
| Oricon Weekly Singles Chart       | 2       |
| Oricon Yearly Singles Chart       | 26      |
| Billboard Japan Hot 100           | 8       |
| Billboard Japan Hot Singles Sales | 4       |